# Non-Stop Flight
Non-Stop Flight es el sexto álbum de estudio del cantautor estadounidense de pop-rock Drake Bell. Fue publicado el 25 de octubre de 2024. El álbum contiene un total de 35 canciones.

## Antecedentes
En los inicios de agosto de 2022, Bell comparte a través de sus redes sociales una imagen, señalando que está trabajando en un nuevo álbum mediante una sesión de fotografías.
Pese a que el álbum saldría a fines de ese año, por motivos desconocidos Bell no lanza su álbum. A cambio, el día 30 de diciembre de 2022 anuncia que el 1 de enero de 2023 lanzaría su primer sencillo titulado La Camisa Negra, un cover del artista colombiano Juanes. 
Posterior a eso, en abril de 2023 Drake Bell lanza su segundo sencillo titulado Going Away, consiguiendo alcanzar el puesto #1 en iTunes México.
Si bien Bell anunció que su intención era sacar el álbum durante el 2023, lo cierto es que nuevamente este se retrasa un año más. 
En 2024, Bell consigue lanzar una canción titulada I Kind of Relate (anteriormente llamada Out of the window), en el que narra sus vivencias como adolescente, y el accidente que casi le cuesta la vida. Bell lanzó un video musical junto a la canción.
El 16 de mayo, Bell lanza tercer sencillo del álbum, llamado Hollywouldn't, canción que muestra que Hollywood no es lo que parece, además de que la canción tiene un juego de palabras con una chica de nombre Holly.
El día 7 de junio, Bell sube un video a Youtube donde enseña parte del listado de canciones y el significado de cada una de ellas.
El 8 de julio estrena Te Desenamoraste, quinto sencillo y primera canción completamente en español sin ser antes versionada del inglés.
Un poco más de un mes, el 17 de agosto, lanza su penúltimo single titulado By The Ocean, que llegó con video musical incluido.
El 26 de septiembre saca su último single previo al lanzamiento del álbum. Se tituló Dandelion.

## Lista de canciones
La lista fue revelada a través del pre-guardado de Spotify el 23 de octubre de 2024, y revelada oficialmente el día de su lanzamiento, el 25 de octubre.
| N.º | Título                                           | Escritor(es)                                                 | Duración |  |
| 1.  | «Welcome To Bell Air» (Intro)                    | Bell                                                         | 0:50     |  |
| 2.  | «Going Away»                                     | Bell                                                         | 3:58     |  |
| 3.  | «Cruising Altitude»                              | Bell                                                         | 0:20     |  |
| 4.  | «Wayside»                                        | Bell, Danny Henry                                            | 3:10     |  |
| 5.  | «Extraordinary Life»                             | Bell, Jordan Gable                                           | 3:25     |  |
| 6.  | «Unity»                                          | Bell, Henry Fleishman                                        | 4:11     |  |
| 7.  | «Waiting To Say»                                 | Bell, Fleishman                                              | 3:55     |  |
| 8.  | «Food And Beverage Service»                      | Bell                                                         | 0:20     |  |
| 9.  | «Everything I Do Is For You»                     | Bell, Gable                                                  | 2:46     |  |
| 10. | «Turbulence»                                     | Bell                                                         | 0:12     |  |
| 11. | «Hollywouldn't»                                  | Bell                                                         | 2:56     |  |
| 12. | «You're Not Thinking» (versión rock)             | Bell, Teddy Geiger                                           | 3:06     |  |
| 13. | «Tainted Love»                                   | Ed Cobb                                                      | 2:55     |  |
| 14. | «Blankets And Pillows»                           | Bell                                                         | 0:17     |  |
| 15. | «Fall Asleep Again»                              | Bell, Kai Danzberg, Lee Miles                                | 5:16     |  |
| 16. | «Waiting For My Flight»                          | Bell                                                         | 3:22     |  |
| 17. | «All Because Of Love»                            | Bell                                                         | 3:05     |  |
| 18. | «Dandelion»                                      | Bell, Miles, Max Gomez, Drew Demsey                          | 4:27     |  |
| 19. | «I KIND OF RELATE»                               | Bell, Danzberg, Michael Corcoran                             | 4:22     |  |
| 20. | «Nobody Knows»                                   | Bell, Danzberg                                               | 3:25     |  |
| 21. | «Fleeting Flame»                                 | Bell, Danzberg                                               | 3:27     |  |
| 22. | «Was It A Dream»                                 | Bell                                                         | 2:19     |  |
| 23. | «The Lounge Is New Open»                         | Bell                                                         | 0:11     |  |
| 24. | «Cheeky Flamingo»                                |                                                              | 2:26     |  |
| 25. | «Welcome To México»                              | Bell                                                         | 0:25     |  |
| 26. | «Te Desenamoraste»                               | Bell, Oscar Cadena, Kenji Dominguez Kato, José Cortés, Miles | 2:41     |  |
| 27. | «I Found Love»                                   | Bell, Miles, Suena Tribu                                     | 2:12     |  |
| 28. | «Living La Vida Loca» (cover de Ricky Martin)    | Desmond Child, Robi Draco Rosa                               | 3:56     |  |
| 29. | «La Camisa Negra» (cover de Juanes)              | Juanes                                                       | 3:42     |  |
| 30. | «Time Traveling»                                 | Bell                                                         | 0:18     |  |
| 31. | «By The Ocean»                                   | Bell                                                         | 2:14     |  |
| 32. | «Angel In A Small Café» (cover de Chris Trapper) | Chris James                                                  | 1:36     |  |
| 33. | «Arrivin Shortly»                                | Bell                                                         | 0:20     |  |
| 34. | «Draw Me Closer»                                 | Bell, JK Harrison                                            | 3:56     |  |
| 35. | «Thank You For Choosing Bell Air» (Outro)        | Bell                                                         | 0:19     |  |